# Championnat du Lesotho de football 2019-2020
Navigation
Édition précédente Édition suivante
La saison 2019-2020 du Championnat du Lesotho de football est la cinquante-et-unième édition du championnat de première division au Lesotho. Les quatorze équipes engagées sont regroupées au sein d'une poule unique où elles affrontent deux fois leurs adversaires, à domicile et à l'extérieur. En fin de saison, les deux derniers du classement sont relégués et remplacés par les deux meilleurs clubs de deuxième division.
Le Bantu Football Club remporte son quatrième titre.

## Déroulement de la saison
Le championnat débute le 14 septembre 2019, lors de la 19e journée, le 11 mars 2020, le championnat est interrompu à cause de la pandémie de Covid-19. Le 16 juillet 2020, le championnat est définitivement arrêté, Bantu FC est déclaré champion. Il n'y aura pas de relégation cette saison, avec les deux promus de deuxième division le prochain championnat passera à 16 équipes.

## Participants
- Lesotho Defence Force FC
- Likhopo FC
- FC Kick 4 Life
- Lesotho Correctional Services
- Matlama FC
- Linare FC
- LMPS FC
- Lioli FC
- Bantu FC
- Liphakoe FC
- Sefothafotha FC
- Lijabatho - Promu de D2
- Lifofane  - Promu de D2
- Swallows Mazenod FC

## Compétition

### Classement
Le classement est établi sur le barème de points classique : victoire à 3 points, match nul à 1, défaite à 0.
| Rang | Équipe                        | Pts | J  | G  | N | P  | Bp | Bc | Diff |
| ---- | ----------------------------- | --- | -- | -- | - | -- | -- | -- | ---- |
| 1    | Bantu FC                      | 50  | 18 | 16 | 2 | 0  | 45 | 7  | +38  |
| 2    | Matlama FC T C                | 34  | 18 | 9  | 7 | 2  | 31 | 12 | +19  |
| 3    | Lesotho Correctional Services | 33  | 19 | 9  | 6 | 4  | 18 | 13 | +5   |
| 4    | LMPS FC                       | 31  | 19 | 9  | 4 | 6  | 19 | 13 | +6   |
| 5    | Lioli FC                      | 28  | 19 | 8  | 4 | 7  | 23 | 20 | +3   |
| 6    | Lifofane P                    | 27  | 18 | 7  | 6 | 5  | 16 | 16 | 0    |
| 7    | Linare FC                     | 26  | 18 | 7  | 5 | 6  | 20 | 15 | +5   |
| 8    | Lesotho Defence Force FC      | 26  | 19 | 7  | 6 | 6  | 26 | 27 | -1   |
| 9    | FC Kick 4 Life                | 23  | 19 | 6  | 5 | 8  | 16 | 24 | -8   |
| 10   | Likhopo FC                    | 20  | 18 | 4  | 8 | 6  | 18 | 22 | -4   |
| 11   | Liphakoe FC                   | 17  | 18 | 3  | 8 | 7  | 13 | 20 | -7   |
| 12   | Sefothafotha FC               | 15  | 19 | 3  | 6 | 10 | 11 | 20 | -9   |
| 13   | Lijabatho P                   | 13  | 18 | 2  | 7 | 9  | 13 | 23 | -10  |
| 14   | Swallows Mazenod FC           | 6   | 18 | 1  | 3 | 14 | 7  | 44 | -37  |

|  | Qualification pour la Ligue des champions de la CAF 2020-2021                           |
|  | T : Tenant du titre C : Vainqueur de la Coupe du Lesotho P : Promu de deuxième division |

- Il n'y a pas de relégation cette saison[1], le Lesotho n'engage aucun club en Coupe de la confédération.

## Bilan de la saison
| Championnat du Lesotho de football 2019-2020                        |                                |
| Champion                                                            | Bantu Football Club (4e titre) |
| Coupes et trophées                                                  |                                |
| Vainqueur de la Coupe du Lesotho 2019-2020                          | Matlama Football Club          |
| Qualifications continentales                                        |                                |
| Ligue des champions de la CAF 2020-2021                             | Bantu Football Club            |
| Coupe de la confédération 2020-2021                                 | aucun                          |
| Promotions et relégations                                           |                                |
| Promus en Championnat du Lesotho de football                        | Manonyane FC                   |
| Promus en Championnat du Lesotho de football                        | CCX FC                         |
| Relégués en Championnat du Lesotho de football de deuxième division | aucun                          |